# João Victor
João Victor Santos Sá, conocido como João Victor o Victor Sá, (São José dos Campos, São Paulo, Brasil, 27 de mayo de 1994) es un futbolista brasileño. Juega de extremo y su equipo es el F. C. Krasnodar de la Liga Premier de Rusia.

## Trayectoria
Formado en el S. E. Palmeriras, João Victor comenzó su carrera en el Joseense.
En 2015 continuó su trayectoria en el fútbol de Austria, donde fichó por el Kapfenberg y en 2017 fichó por el LASK Linz de la Bundesliga. En mayo de 2017 dio positivo en un test antidopaje y fue suspendido por seis meses.
Para la temporada 2019-20, con la llegada de Oliver Glasner al VfL Wolfsburgo, fichó por el club alemán por cuatro años el 10 de mayo de 2019. En su primera temporada en Alemania, destacó en su actuación europea en la Liga Europa con tres tantos. En agosto de 2021, coincidiendo con la marcha del entrenador, también abandonó el club para poner rumbo al Al-Jazira S. C. Allí estuvo menos de una temporada, ya que a finales de marzo de 2022 regresó a su país para jugar en Botafogo hasta 2025.
En febrero de 2024 regresó al fútbol europeo después de ser traspasado al F. C. Krasnodar, quedándose Botafogo con un 20% de sus derechos económicos.

## Estadísticas
Actualizado al último partido disputado el 24 de mayo de 2025.
| Club                      | Div.          | Temporada     | Liga  | Liga  | Estatal | Estatal | Copas nacionales | Copas nacionales | Copas internacionales | Copas internacionales | Total | Total |
| Club                      | Div.          | Temporada     | Part. | Goles | Part.   | Goles   | Part.            | Goles            | Part.                 | Goles                 | Part. | Goles |
| ------------------------- | ------------- | ------------- | ----- | ----- | ------- | ------- | ---------------- | ---------------- | --------------------- | --------------------- | ----- | ----- |
| C. A. Joseense · Brasil   | Reg.          | 2014          | ―     | ―     | 17      | 3       | ―                | ―                | ―                     | ―                     | 17    | 3     |
| C. A. Joseense · Brasil   | Reg.          | 2015          | ―     | ―     | 14      | 3       | ―                | ―                | ―                     | ―                     | 14    | 3     |
| C. A. Joseense · Brasil   | Total club    | Total club    | 0     | 0     | 31      | 6       | 0                | 0                | 0                     | 0                     | 31    | 6     |
| Kapfenberger SV · Austria | 2.ª           | 2015-16       | 29    | 9     | ―       | ―       | 1                | 0                | ―                     | ―                     | 30    | 9     |
| Kapfenberger SV · Austria | 2.ª           | 2016-17       | 35    | 13    | ―       | ―       | 4                | 7                | ―                     | ―                     | 39    | 20    |
| Kapfenberger SV · Austria | Total club    | Total club    | 64    | 22    | 0       | 0       | 5                | 7                | 0                     | 0                     | 69    | 29    |
| LASK Linz · Austria       | 1.ª           | 2017-18       | 20    | 7     | ―       | ―       | 0                | 0                | ―                     | ―                     | 20    | 7     |
| LASK Linz · Austria       | 1.ª           | 2018-19       | 27    | 13    | ―       | ―       | 5                | 6                | ―                     | ―                     | 32    | 19    |
| LASK Linz · Austria       | Total club    | Total club    | 47    | 20    | 0       | 0       | 5                | 6                | 0                     | 0                     | 52    | 26    |
| VfL Wolfsburgo · Alemania | 1.ª           | 2019-20       | 32    | 2     | ―       | ―       | 2                | 0                | 7                     | 3                     | 41    | 5     |
| VfL Wolfsburgo · Alemania | 1.ª           | 2020-21       | 21    | 1     | ―       | ―       | 4                | 3                | 2                     | 0                     | 27    | 4     |
| VfL Wolfsburgo · Alemania | Total club    | Total club    | 53    | 3     | 0       | 0       | 6                | 3                | 9                     | 3                     | 68    | 9     |
| Al-Jazira S. C. · EAU     | 1.ª           | 2021-22       | 19    | 1     | ―       | ―       | 7                | 3                | 2                     | 0                     | 28    | 4     |
| Al-Jazira S. C. · EAU     | Total club    | Total club    | 19    | 1     | 0       | 0       | 7                | 3                | 2                     | 0                     | 28    | 4     |
| Botafogo · Brasil         | 1.ª           | 2022          | 27    | 2     | ―       | ―       | 1                | 0                | ―                     | ―                     | 28    | 2     |
| Botafogo · Brasil         | 1.ª           | 2023          | 33    | 4     | 11      | 2       | 4                | 0                | 8                     | 2                     | 56    | 8     |
| Botafogo · Brasil         | 1.ª           | 2024          | ―     | ―     | 8       | 0       | ―                | ―                | 1                     | 0                     | 9     | 0     |
| Botafogo · Brasil         | Total club    | Total club    | 60    | 6     | 19      | 2       | 5                | 0                | 9                     | 2                     | 93    | 10    |
| F. C. Krasnodar · Rusia   | 1.ª           | 2023-24       | 12    | 1     | ―       | ―       | 1                | 0                | ―                     | ―                     | 13    | 1     |
| F. C. Krasnodar · Rusia   | 1.ª           | 2024-25       | 25    | 4     | ―       | ―       | 4                | 0                | ―                     | ―                     | 29    | 4     |
| F. C. Krasnodar · Rusia   | Total club    | Total club    | 37    | 5     | 0       | 0       | 5                | 0                | 0                     | 0                     | 42    | 5     |
| Total carrera             | Total carrera | Total carrera | 280   | 57    | 50      | 8       | 33               | 19               | 20                    | 5                     | 383   | 89    |
| 1. 2.                     |               |               |       |       |         |         |                  |                  |                       |                       |       |       |

## Palmarés

### Títulos nacionales
| Título                                  | Club            | País  | Año  |
| --------------------------------------- | --------------- | ----- | ---- |
| Supercopa de los Emiratos Árabes Unidos | Al-Jazira S. C. | EAU   | 2021 |
| Liga Premier de Rusia                   | F. C. Krasnodar | Rusia | 2025 |